# Ivan Vargić
Ivan Vargić (Đakovo, 15 marzo 1987) è un ex calciatore croato, di ruolo portiere.

## Carriera

### Club

#### Osijek e i vari prestiti
Inizia a dare i primi calci ad un pallone nelle giovanili del Đakovo Croatia, dove rimane fino al 2005, anno in cui passa all'Osijek. L'anno successivo viene ceduto in prestito al Vukovar '91, militante nella Druga HNL ossia la seconda divisione del calcio croato. Nella sua prima stagione da professionista ottiene un bottino di 33 presenze e subisce 45 reti.
Nella stagione successiva torna a far parte della rosa dell'Osijek come terzo portiere ma non riesce ad imporsi non riuscendo così ad ottenere l'esordio. All'inizio della stagione 2008-2009 viene ceduto, sempre in prestito, al club finlandese dell'Honka dove però non ottiene nemmeno una presenza. Torna in patria dopo 4 mesi dalla sua partenza e questa volta riesce a esordire nel massimo campionato croato, in occasione del pareggio casalingo per 1-1 contro l'Inter Zaprešić del 22 aprile 2009. A fine stagione totalizza 7 presenze e subisce 10 reti.
Nelle due stagioni successive ottiene solo 2 presenze; torna a giocare con continuità soltanto nella stagione 2011-2012, ottenendo 15 presenze nelle quali subisce 22 reti. La stagione successiva è quella che lo fa notare in tutta la Croazia; diviene titolare dell'Osijek ed esordisce anche in Europa League, in occasione del primo turno contro la squadra andorrana del Santa Coloma del 5 luglio 2012.

#### Rijeka
Dopo aver disputato 50 partite con la maglia dell'Osijek, nel febbraio del 2013 viene acquistato dal Rijeka con il quale conclude la stagione giocando una sola gara.
Nella stagione successiva è titolare e grazie alle sue parate il Rijeka riesce a vincere la Coppa di Croazia ai danni della Dinamo Zagabria e piazzandosi anche al secondo posto in campionato. A fine stagione totalizza 52 presenze e subisce 49 reti.
La terza stagione si apre con la vittoria della Supercoppa di Croazia sempre ai danni della Dinamo Zagabria. A fine stagione ottiene un secondo posto in campionato, sempre dietro alla Dinamo Zagabria, con un bottino di 43 presenze e 38 reti subite.
Nella sua quarta e ultima stagione con la maglia del Rijeka provoca l'interesse da parti di vari club europei. A febbraio 2016 a spuntarla è il club italiano della Lazio che però decide di lasciarlo in prestito fino alla fine della stagione al Rijeka.

#### Lazio e il prestito all'Anorthosis
A luglio 2016 si unisce alla Lazio venendo scelto inizialmente come secondo portiere, alle spalle di Federico Marchetti, ma successivamente, con l'infortunio di quest'ultimo, invece di essere scelto come prima scelta viene superato dal giovane albanese Thomas Strakosha che diviene il portiere titolare della squadra. Il suo esordio arriva il 21 maggio successivo in occasione della sconfitta casalinga per 1-3 contro l'Inter. Tale presenza risulta essere l'unica stagionale.
Il 13 agosto 2017 vince il suo primo titolo in maglia biancoceleste, la Supercoppa italiana 2017. Il 23 novembre successivo disputa la prima partita di Europa League con la nuova maglia, in occasione del pareggio interno per 1-1 contro gli olandesi del Vitesse. Chiude la stagione con 2 presenze dove subisce 4 reti oltre alla vittoria della Supercoppa italiana.
Il 30 agosto 2018 viene ceduto, a titolo temporaneo, ai ciprioti dell'Anorthōsis. L'esordio arriva due giorni più tardi in occasione della trasferta pareggiata, per 1-1, contro il Pafos.

### Nazionale
Dopo aver rappresentato le varie nazionali giovanili della propria Nazione, il 12 novembre 2014 disputa la sua prima partita con la maglia della Nazionale maggiore, in occasione dell'amichevole persa, per 2-1, contro l'Argentina.
Il 31 maggio 2016 viene convocato per gli Europei 2016 in Francia. Non scendendo mai in campo, l'avventura si conclude agli ottavi di finale poiché la sua squadra viene battuta dal Portogallo per 1-0.

## Statistiche

### Presenze e reti nei club
Statistiche aggiornate al 7 marzo 2020.
| Stagione        | Squadra         | Campionato      | Campionato | Campionato | Coppe nazionali | Coppe nazionali | Coppe nazionali | Coppe continentali | Coppe continentali | Coppe continentali | Altre coppe | Altre coppe | Altre coppe | Totale | Totale |
| Stagione        | Squadra         | Comp            | Pres       | Reti       | Comp            | Pres            | Reti            | Comp               | Pres               | Reti               | Comp        | Pres        | Reti        | Pres   | Reti   |
| --------------- | --------------- | --------------- | ---------- | ---------- | --------------- | --------------- | --------------- | ------------------ | ------------------ | ------------------ | ----------- | ----------- | ----------- | ------ | ------ |
| 2006-2007       | Vukovar         | 2.HNL           | 30         | -42        | CC              | 3               | -3              | -                  | -                  | -                  | -           | -           | -           | 33     | -45    |
| 2007-2008       | Osijek          | 1.HNL           | 0          | 0          | CC              | 0               | 0               | -                  | -                  | -                  | -           | -           | -           | 0      | 0      |
| ago.-dic. 2008  | Honka           | VL              | 0          | 0          | CF+CdL          | 0+0             | 0+0             | CU                 | 0                  | 0                  | -           | -           | -           | 0      | 0      |
| gen.-giu. 2009  | Osijek          | 1.HNL           | 7          | -10        | CC              | 0               | 0               | -                  | -                  | -                  | -           | -           | -           | 7      | -10    |
| 2009-2010       | Osijek          | 1.HNL           | 0          | 0          | CC              | 2               | -1              | UEL                | 0                  | 0                  | -           | -           | -           | 2      | -1     |
| 2010-2011       | Osijek          | 1.HNL           | 0          | 0          | CC              | 0               | 0               | -                  | -                  | -                  | -           | -           | -           | 0      | 0      |
| 2011-2012       | Osijek          | 1.HNL           | 11         | -17        | CC              | 4               | -5              | -                  | -                  | -                  | -           | -           | -           | 15     | -22    |
| 2012-feb. 2013  | Osijek          | 1.HNL           | 18         | -17        | CC              | 4               | -6              | UEL                | 4                  | -7                 | -           | -           | -           | 26     | -30    |
| Totale Osijek   | Totale Osijek   | Totale Osijek   | 36         | -44        |                 | 10              | -12             |                    | 4                  | -7                 |             | -           | -           | 50     | -63    |
| feb.-giu. 2013  | Rijeka          | 1.HNL           | 1          | -1         | CC              | 0               | 0               | -                  | -                  | -                  | -           | -           | -           | 1      | -1     |
| 2013-2014       | Rijeka          | 1.HNL           | 34         | -34        | CC              | 7               | -3              | UEL                | 11                 | -12                | -           | -           | -           | 52     | -49    |
| 2014-2015       | Rijeka          | 1.HNL           | 28         | -24        | CC              | 3               | -3              | UEL                | 11                 | -10                | SC          | 1           | -1          | 43     | -38    |
| 2015-2016       | Rijeka          | 1.HNL           | 32         | -13        | CC              | 3               | -4              | UEL                | 1                  | -3                 | -           | -           | -           | 36     | -20    |
| Totale Rijeka   | Totale Rijeka   | Totale Rijeka   | 95         | -72        |                 | 13              | -10             |                    | 23                 | -25                |             | 1           | -1          | 132    | -108   |
| 2016-2017       | Lazio           | A               | 1          | -3         | CI              | 0               | 0               | -                  | -                  | -                  | -           | -           | -           | 1      | -3     |
| 2017-2018       | Lazio           | A               | 0          | 0          | CI              | 0               | 0               | UEL                | 2                  | -4                 | SI          | 0           | 0           | 2      | -4     |
| 2018-2019       | Anorthōsis      | A               | 10         | -12        | CC              | 1               | 0               | UEL                | 0                  | 0                  | -           | -           | -           | 11     | -12    |
| 2019-feb. 2020  | Lazio           | A               | 0          | 0          | CI              | 0               | 0               | UEL                | 0                  | 0                  | SI          | 0           | 0           | 0      | 0      |
| Totale Lazio    | Totale Lazio    | Totale Lazio    | 1          | -3         |                 | -               | -               |                    | 2                  | -4                 |             | -           | -           | 3      | -7     |
| feb.-lug. 2020  | Koper           | 2.SNL           | 1          | -1         | CS              | -               | -               | -                  | -                  | -                  | -           | -           | -           | 1      | -1     |
| Totale carriera | Totale carriera | Totale carriera | 173        | -174       |                 | 27              | -25             |                    | 29                 | -36                |             | 1           | -1          | 230    | -236   |

### Cronologia delle presenze e reti in Nazionale
| Cronologia completa delle presenze e delle reti in nazionale ― Croazia | Cronologia completa delle presenze e delle reti in nazionale ― Croazia | Cronologia completa delle presenze e delle reti in nazionale ― Croazia | Cronologia completa delle presenze e delle reti in nazionale ― Croazia | Cronologia completa delle presenze e delle reti in nazionale ― Croazia | Cronologia completa delle presenze e delle reti in nazionale ― Croazia | Cronologia completa delle presenze e delle reti in nazionale ― Croazia | Cronologia completa delle presenze e delle reti in nazionale ― Croazia |
| Data                                                                   | Città                                                                  | In casa                                                                | Risultato                                                              | Ospiti                                                                 | Competizione                                                           | Reti                                                                   | Note                                                                   |
| ---------------------------------------------------------------------- | ---------------------------------------------------------------------- | ---------------------------------------------------------------------- | ---------------------------------------------------------------------- | ---------------------------------------------------------------------- | ---------------------------------------------------------------------- | ---------------------------------------------------------------------- | ---------------------------------------------------------------------- |
| 12-11-2014                                                             | Londra                                                                 | Argentina                                                              | 2 – 1                                                                  | Croazia                                                                | Amichevole                                                             | -                                                                      | 89’                                                                    |
| 17-11-2015                                                             | Rostov sul Don                                                         | Russia                                                                 | 1 – 3                                                                  | Croazia                                                                | Amichevole                                                             | -                                                                      | 90’                                                                    |
| 15-11-2016                                                             | Belfast                                                                | Irlanda del Nord                                                       | 0 – 3                                                                  | Croazia                                                                | Amichevole                                                             | -                                                                      | 82’                                                                    |
| Totale                                                                 |                                                                        | Presenze                                                               | 3                                                                      |                                                                        | Reti                                                                   | 0                                                                      |                                                                        |

## Palmarès

### Club

#### Competizioni nazionali
- Coppa di Croazia: 1

Rijeka: 2013-2014
- Supercoppa di Croazia: 1

Rijeka: 2014
- Supercoppa italiana: 1

Lazio: 2017